# Giulio Bevilacqua

Kardinalswappen von Giulio Bevilacqua

Giulio Kardinal Bevilacqua CO (* 14. November 1881 in Isola della Scala, Provinz Verona, Italien; † 6. Mai 1965 in Brescia) war ein römisch-katholischer Geistlicher.

## Leben
Im Jahr 1905 trat er dem Oratorium des heiligen Filippo Neri bei. Die Priesterweihe empfing er am 13. Juni 1908 in Brescia und arbeitete als Seelsorger im Bistum Brescia. Während des Ersten Weltkriegs war er Militärgeistlicher in der italienischen Armee, in den Jahren 1916 bis 1918 war er in Kriegsgefangenschaft. Von 1926 bis 1933 war er Mitarbeiter des Staatssekretariats für den Schutz gegen faschistische Bedrohungen, zugleich arbeitete er in Rom als Seelsorger. Während des Zweiten Weltkriegs war er Militärgeistlicher in der italienischen Marine.
Bevilacqua war ein persönlicher Freund Papst Pauls VI. aus dessen Studienzeit an der Universität Brescia.
Er wurde am 15. Februar 1965 zum Titularerzbischof von Gaudiaba und zum Weihbischof in Brescia ernannt. Die Bischofsweihe spendete ihm am 18. Februar 1965 der Bischof von Brescia, Luigi Morstabilini; Mitkonsekratoren waren Giuseppe Carraro, Bischof von Verona, und Carlo Manziana Or, Bischof von Crema.
Vier Tage später nahm ihn der Papst als Kardinaldiakon mit der Titeldiakonie San Girolamo della Carità in das Kardinalskollegium auf. Bevilacqua erhielt die Erlaubnis, weiterhin als einfacher Priester in Sant’Antonio della Pace in Brescia zu arbeiten, wo er seit Jahrzehnten eine moderne Pastoral mit starken Bezügen zur liturgischen Bewegung praktizierte.
Giulio Bevilacqua starb nur zwei Monate nach seiner Erhebung zum Kardinal und wurde in der Pfarrkirche Sant’Antonio della Pace in Brescia beigesetzt.